# Ron Wasserman
Ronald Aaron Wasserman (nascido em 2 de setembro de 1961), também conhecido como Aaron Waters e The Mighty Raw, é um músico americano que compôs a música tema original de Mighty Morphin Power Rangers e várias músicas originais que ele também gravou para a franquia. Ele também é membro da banda Fisher.

## História

### Início de carreira
Wasserman é fascinado pela música desde os três anos de idade. Suas primeiras bandas de música incluem Hollywood Headliners Betty Boop & the Beat, formada pela atriz Lucrecia Sarita Russo do SAG. Em 1983, (com Wasserman nos teclados), o grupo abriu os discos dos Irmãos Felony / Scotti no Florentine Gardens. Felony era liderado pelo então marido de Lucrecia, Jeff Spry, que estava recebendo as paradas de sucesso com o single "The Fanatic" da KROQ-FM. Em meados da década de 1980, Ron fundou uma banda de rock com a atual atriz Elizabeth Daily. Em 1989, logo após a banda se separar, ele começou a trabalhar para Saban Entertainment, ficando nela por seis anos e maio. Wasserman e Ron Kenan se conheceram no início dos anos 80 na Saban e tocaram juntos na popular banda de new wave pop, Betty Boop & the Beat.

### Mighty Morphin Power Rangers
Enquanto estava em Saban, Wasserman desenvolveu partituras e co-escreveu temas para várias de suas séries menores, bem como para a série animada dos X-Men, antes de compor alguns de seus trabalhos mais conhecidos, que foi para o show Mighty Morphin Power Rangers. Um dia, foi apresentado a ele a primeira filmagem do show, foi dito para usar a palavra "Go" e terminar no dia seguinte. Depois de duas horas e meia, a música resultante foi o tema do show, "Go Go Power Rangers".
Várias de suas canções e partituras mais populares foram finalmente lançadas em um álbum conceitual de sucesso intitulado Mighty Morphin Power Rangers, o álbum: A Rock Adventure, que ligava sua música em torno de uma variação dos episódios de abertura da segunda temporada da série de televisão.
Todas as suas composições para a série Mighty Morphin Power Rangers e várias outras produções de Saban foram creditadas a Shuki Levy e Kussa Mahchi (Haim Saban). Isso foi para que a dupla pudesse coletar royalties da música pelo trabalho de Wasserman. Enquanto trabalhava no programa, Saban pediu a Wasserman para inventar um nome de artista, já que eles não queriam que aparecesse como se uma pessoa estivesse fazendo toda a música. Ele veio com o nome "Aaron Waters" porque seu nome do meio era Aaron e seu sobrenome Wasserman significa "carregador de água" em alemão. Saban mais tarde anexou o apelido adicional "The Mighty RAW". Embora a razão por trás disso seja desconhecida, assume-se que "RAW" é para suas iniciais e "The Mighty" vem de "Mighty Morphin Power Rangers."

### Projetos posteriores de Saban
Wasserman executou o tema e as músicas de Power Rangers in Space. Seu sucesso com a trilha sonora de Power Rangers o levou a trabalhar em vários outros projetos. Programas para os quais ele contribuiu com música nessa época incluem Sweet Valley High e VR Troopers. Ele também foi contratado para produzir a partitura musical para a primeira dublagem inglesa de Dragon Ball Z da FUNimation, que foi co-administrada por Saban. Wasserman deixou Saban em 1996, alegando exaustão.

### Carreira musical pós-Saban
Depois de deixar a Saban, Wasserman começou uma banda com a então namorada Kathy Fisher, com quem se casou mais tarde. A banda, Fisher, ganhou um prêmio de "música mais baixada da Internet" em 2000 e tem desfrutado de um fluxo constante de sucesso desde então.
Wasserman também começou a trabalhar em vários títulos de videogame com o produtor do Pink Floyd, Bob Ezrin, e contribuiu para a DIC Entertainment. Em 1998, Fisher contribuiu com uma música para o filme Great Expectations. A banda acabou gerando 18.000 downloads depois de fazer upload de conteúdo de um álbum recente para sites de mp3, com a música "I Will Love You" recebendo a maioria dos downloads.

### Retorno para Power Rangers
Wasserman voltou a trabalhar solo em 2005 e até mesmo voltou à franquia Power Rangers em 2005, compondo a música tema da décima terceira temporada de Power Rangers, Power Rangers: SPD. Notícias sobre seu envolvimento alcançaram a base de fãs e versões demo do tema vazaram , incomodando os executivos da Disney. De acordo com Linkara em seu programa "History of Power Rangers", após entrar em contato com Wasserman, ele também enviou 2 demos para Power Rangers: Mystic Force um tema de rock e um tema de rap, ele primeiro apresentou o tema de rock e originalmente os produtores da Disney o aprovaram , mas depois o contataram dizendo que estavam procurando algo mais do gênero rap, levando-o a criar e enviar um tema de rap que eles rejeitaram, embora Wasserman admita que seu tema de rap não era muito bom. Uma vez que a Disney não iria usar os temas da série, ele postou as demos online para os fãs, para a desaprovação da Disney.

### Projetos pós Power Rangers
Wasserman continuou ativo em outros projetos de televisão e comerciais, incluindo trabalhos recentes para a America's Next Top Model.
Em 2010, Wasserman lançou duas canções originais com Ozone Entertainment como conteúdo para download na Rock Band Network.

### Power Rangers: Redux
Em 28 de agosto de 2012, Wasserman anunciou no RangerBoard e no RangerCrew que ele estaria recortando as canções originais dos Power Rangers, para atualizar seu som e usar novas tecnologias para gravá-las. Durante o processo de gravação das faixas, Wasserman postou alguns clipes de amostra não editados / não misturados.
Apesar de se limitar a canções que foram lançadas comercialmente em CD ou cassete durante os anos 90, um grande repertório de músicas de Power Rangers ainda restava para a criação do novo álbum. As faixas foram lançadas via Bandcamp em 22 de outubro de 2012, com CD Baby (cobrindo Amazon, iTunes, etc.) vindo em seguida. Este novo álbum inclui uma versão instrumental de cada música, tornando-se o maior lançamento instrumental da música Power Rangers até agora. Uma lista das faixas é a seguinte:
| Power Rangers: Redux |                                            |                |         |  |
| N.º                  | Título                                     | Artista(s)     | Duração |  |
| 1.                   | "Go Go Power Rangers - Redux"              | Ron Wasserman  | 3:58    |  |
| 2.                   | "Fight - Redux"                            | Ron Wasserman  | 3:58    |  |
| 3.                   | "Hope For the World - Redux"               | Ron Wasserman  | 4:36    |  |
| 4.                   | "Combat - Redux"                           | Ron Wasserman  | 4:59    |  |
| 5.                   | "Cross My Line - Redux"                    | Ron Wasserman  | 3:14    |  |
| 6.                   | "Lord Zedd - Redux"                        | Ron Wasserman  | 2:40    |  |
| 7.                   | "We Need A Hero - Redux"                   | Ron Wasserman  | 5:36    |  |
| 8.                   | "Go Green Ranger Go - Redux"               | Ron Wasserman  | 3:02    |  |
| 9.                   | "Unite - Redux"                            | Ron Wasserman  | 4:14    |  |
| 10.                  | "5-4-1 - Redux"                            | Ron Wasserman  | 2:24    |  |
| 11.                  | "I Will Win - Redux"                       | Ron Wasserman  | 5:34    |  |
| 12.                  | "Go Go Power Rangers - Instrumental Redux" |                | 3:58    |  |
| 13.                  | "Fight - Instrumental Redux"               |                | 3:56    |  |
| 14.                  | "Hope For the World - Instrumental Redux"  |                | 4:36    |  |
| 15.                  | "Combat -Instrumental Redux"               |                | 4:58    |  |
| 16.                  | "Cross My Line - Instrumental Redux"       |                | 3:15    |  |
| 17.                  | "We Need A Hero - Instrumental Redux"      |                | 5:35    |  |
| 18.                  | "Go Green Ranger Go - Instrumental Redux"  |                | 3:03    |  |
| 19.                  | "Unite - Instrumental Redux"               |                | 4:14    |  |
| 20.                  | "5-4-1 - Instrumental Redux"               |                | 2:24    |  |
| 21.                  | "I Will Win - Instrumental Redux"          |                | 5:25    |  |
| Duração total:       | Duração total:                             | Duração total: | 85:49   |  |

## Vida pessoal
Ele é casado com Kathleen Fisher (a homônima e colega de banda de Wasserman em Fisher) e eles têm um filho, chamado Aron.

## Discografia

### Álbuns de estúdio
- Mighty Morphin Power Rangers the Album: A Rock Adventure (1994) (como Aaron Waters)
- Power Rangers Redux (2012)

### Músicas
- "Go Go Power Rangers" (1994)
- "American Hero" (2010)
- "Fight Back" (2010)

## Créditos em séries de televisão e filmes
- X-Men: The Animated Series (1992–1995) Co-compositor da música tema e música de fundo
- Mighty Morphin' Power Rangers (1993–1995) Cantor, compositor e compositor da música tema e música de fundo
- VR Troopers (1994–1996) Co-cantor e compositor / compositor da música de fundo
- Sweet Valley High (1994–1998) Compositor e compositor da música tema e músicas de fundo
- Space Strikers (1995) Co-compositor da música de fundo
- Teknoman (1995) Co-compositor da música de fundo
- Power Rangers Zeo (1996) Co-cantor, co-compositor e co-compositor
- Dragon Ball Z (1996–1998) Compositor da música de fundo para a versão dublada original em inglês dos primeiros 53 episódios
- Ace Ventura: The CD-Rom Game (1996) [Video Game]
- Monty Python & the Quest for the Holy Grail (1996) [Video Game]
- Power Rangers Turbo (1997) Co-cantor, co-compositor e co-compositor da música de fundo
- Taylor's Return (1997)
- Dragon Ball Z: The Tree of Might (1997) Compositor da música de fundo para a versão dub original em inglês do filme
- Mummies Alive! (1997–1998) Cantor e compositor da música título e co-autor da música de fundo
- Power Rangers in Space (1998) Cantor e co-compositor da música tema e música de fundo
- Grandes Esperanças (1998) Música escrita e executada por ele
- SpongeBob SquarePants (2000)
- America's Next Top Model (2003–2013) Co-compositor da música de fundo
- Trollz (2005–2006) Compositor
- Power Rangers SPD (2005) Cantor e compositor da música de título
- Dance Revolution (2006–2007) Co-compositor da música de fundo
- Horseland (2006–2008)
- Sushi Pack (2007)
- Basketball Wives (2010–2013) Co-compositor da música de fundo
- Hot in Cleveland (2010–2015) Compositor de tema e música de fundo
- The Real Housewives of New York City (2011–present)
- All-American Muslim (2011)
- America's Supernanny (2011)
- Retired at 35 (2011) Co-compositor da música de fundo
- 7 Days of Sex (2012) Co-compositor da música de fundo
- The Soul Man (2012–2016) Co-compositor da música de fundo e do tema
- Who Do You Think You Are? (2013–present) Co-compositor da música de fundo
- Kirstie (2013–2014) Co-compositor da música de fundo e do tema
- The Thundermans (2014–2018) Co-compositor da música de fundo
- Bella and the Bulldogs (2015–2016) Co-compositor da música de fundo
- Criminal Confessions (2017-presente) Compositor do tema e co-compositor de partituras
- The Nothing (2018-presente) Compositor [Video Game]
- Murder for Hire (2019-presente) Compositor do tema e co-compositor de partituras